# Okręg wyborczy West Riding of Yorkshire
Okręg wyborczy West Riding of Yorkshire powstał w 1832 r. i wysyłał do brytyjskiej Izby Gmin dwóch deputowanych. Okręg obejmował południowo-zachodnią część hrabstwa Yorkshire. Został zlikwidowany w 1865 r.

## Deputowani do brytyjskiej Izby Gmin z okręgu West Riding of Yorkshire
- 1832–1841: George Howard, wicehrabia Morpeth, wigowie
- 1832–1841: George Strickland, wigowie
- 1841–1846: John Stuart-Wortley, Partia Konserwatywna
- 1841–1847: Edmund Beckett, Partia Konserwatywna
- 1846–1848: George Howard, wicehrabia Morpeth, wigowie
- 1847–1857: Richard Cobden, wigowie
- 1848–1859: Edmund Beckett, Partia Konserwatywna
- 1857–1859: George Robinson, wicehrabia Goderich, wigowie
- 1859–1865: John Ramsden, Partia Liberalna
- 1859–1865: Francis Crossley, Partia Liberalna